# Coupe d'Europe des clubs champions de tennis de table
La Coupe des clubs champions de tennis de table a été créée par l'ETTU en 1961. Première compétition européenne des clubs de l'époque, elle a été reléguée au second plan chez les hommes en 1998/1999 avec la création de la Ligue des champions. Cette compétition s'arrêtera définitivement en 2001 avec le dernier sacre du STK Vecernji List Zagreb (Croatie). Chez les femmes en revanche, cette compétition s'arrête à l'issue de la saison 2004-2005, la Ligue des Champions féminine n'apparaissant qu'en 2006-2007.

## Section masculine

### Palmarès
| Saison    | Vainqueur                         | Équipe championne                                                                | Finaliste                                          |
| --------- | --------------------------------- | -------------------------------------------------------------------------------- | -------------------------------------------------- |
| 2000-2001 | STK Vecernji List Zagreb (5/6)    | Liu Song, Allan Bentsen, Roko Tošić                                              | Morlini Ostroda (0/1)                              |
| 1999-2000 | TTC Zugbrücke Grenzau (3/3)       | Chen Zhibin, Petr Korbel, Lucjan Błaszczyk, Steffen Fetzner                      | TTVA Valcovny Plechu Frydek-Mistek (0/1)           |
| 1998-1999 | TTV Hornstein (1/1)               | Werner Schlager, Chen Weixing, Kalinikos Kreanga                                 | TTC Unirea Uzdin (0/1)                             |
| 1997-1998 | Borussia Düsseldorf (6/9)         | Jörg Roßkopf, Vladimir Samsonov, Philippe Saive, Martin Monrad                   | Libertas Alfaterna Nocera Inferiore (Naples) (0/2) |
| 1996-1997 | Borussia Düsseldorf (5/8)         | Jörg Roßkopf, Vladimir Samsonov, Philippe Saive                                  | Libertas Alfaterna Nocera Inferiore (Naples) (0/1) |
| 1995-1996 | Sporting Villette Charleroi (2/4) | Jean-Michel Saive, Zoran Primorac, Thierry Cabrera                               | UTT Levallois (2/4)                                |
| 1994-1995 | UTT Levallois (2/3)               | Patrick Chila, Jean-Philippe Gatien, Christophe Legoût                           | Sporting Villette Charleroi (1/3)                  |
| 1993-1994 | Sporting Villette Charleroi (1/2) | Jean-Michel Saive, Zoran Primorac, Thierry Cabrera                               | Borussia Düsseldorf (4/7)                          |
| 1992-1993 | Borussia Düsseldorf (4/6)         | Jörg Roßkopf, Steffen Fetzner, Josef Plachy, Torben Wosik                        | Sporting Villette Charleroi (0/1)                  |
| 1991-1992 | Borussia Düsseldorf (3/5)         | Jörg Roßkopf, Steffen Fetzner, Thierry Cabrera                                   | ATSV Sarrebruck (1/4)                              |
| 1990-1991 | Borussia Düsseldorf (2/4)         | Jörg Roßkopf, Steffen Fetzner, Thierry Cabrera                                   | UTT Levallois (1/2)                                |
| 1989-1990 | UTT Levallois (1/1)               | Lo Chuen Tsung, Jacques Secrétin, Jean-Philippe Gatien                           | ATSV Sarrebruck (1/3)                              |
| 1988-1989 | Borussia Düsseldorf (1/3)         | Jörg Roßkopf, Ralf Wosik, Steffen Fetzner                                        | Falkenbergs BTK (0/3)                              |
| 1987-1988 | TTC Zugbrücke Grenzau (2/2)       | Shi Zhihao, Georg Böhm, Engelbert Hüging                                         | Spartacus Budapest (5/8)                           |
| 1986-1987 | TTC Zugbrücke Grenzau (1/1)       | Andrzej Grubba, Georg Böhm, Josef Böhm                                           | ATSV Sarrebruck (1/2)                              |
| 1985-1986 | ATSV Sarrebruck (1/1)             | Jan-Ove Waldner, Georg Böhm, Peter Engel                                         | Vitkovice Ostrava (0/2)                            |
| 1984-1985 | AZS Gdansk (1/2)                  | Andrzej Grubba, Leszek Kucharski, Andrzej Jakubowicz                             | Budapest VSC (0/4)                                 |
| 1983-1984 | Simex Jülich (1/1)                | Ulf Carlsson, Engelbert Hüging, Michael Plum                                     | Vitkovice Ostrava (0/1)                            |
| 1982-1983 | SSV Heinzelmann Reutlingen (2/2)  | Mikael Appelgren, Peter Stellwag, Reinhard Sefried                               | Borussia Düsseldorf (0/2)                          |
| 1981-1982 | SSV Heinzelmann Reutlingen (1/1)  | Mikael Appelgren, Peter Stellwag, Ulf Thorsell                                   | Budapest VSC (0/3)                                 |
| 1980-1981 | Spartacus Budapest (5/7)          | Tibor Klampár, István Jónyer, János Molnár                                       | AZS Gdansk (0/1)                                   |
| 1979-1980 | Spartacus Budapest (4/6)          | János Takács, Gábor Gergely, Jozsef Nozicska                                     | Budapest VSC (0/2)                                 |
| 1978-1979 | Spartacus Budapest (3/5)          | Tibor Klampár, István Jónyer, Zsolt Kriston                                      | Borussia Düsseldorf (0/1)                          |
| 1977-1978 | Sparta Prague (3/4)               | Milan Orlowski, Jaroslav Kunz, Pavel Ovcarik                                     | Spartacus Budapest (2/4)                           |
| 1976-1977 | Sparta Prague (2/3)               | Milan Orlowski, Jaroslav Kunz, Pavel Ovcarik                                     | Falkenbergs BTK (0/2)                              |
| 1975-1976 | GSTK Vjesnik Zagreb (4/5)         | Damir Jurčić, Dragutin Šurbek, Antun Stipančić                                   | Sparta Prague (1/2)                                |
| 1974-1975 | Sparta Prague (1/1)               | Milan Orlowski, Jaroslav Kunz, Pavel Ovcarik                                     | GSTK Vjesnik Zagreb (3/4)                          |
| 1973-1974 | GSTK Vjesnik Zagreb (3/3)         |                                                                                  | Boo Kfum (0/1)                                     |
| 1972-1973 | GSTK Vjesnik Zagreb (2/2)         | Dragutin Šurbek, Antun Stipančić, Zlatko Čordaš                                  | Spartacus Budapest (2/3)                           |
| 1971-1972 | Ormesby TTC (1/1)                 | Denis Neale, Trevor Taylor, Nicky Jarvis                                         | Falkenbergs BTK (0/1)                              |
| 1970-1971 | Spartacus Budapest (2/2)          | Ferenc Timar, István Jónyer, László Pigniczki                                    | Mariestads Bois (0/3)                              |
| 1969-1970 | Spartacus Budapest (1/1)          | Ferenc Timar, István Jónyer, László Pigniczki                                    | Mariestads Bois (0/2)                              |
| 1968-1969 | Slavia VS Prague (2/2)            |                                                                                  | Mariestads Bois (0/1)                              |
| 1967-1968 | Slavia VS Prague (1/1)            | Štefan Kollárovits, Jaroslav Staněk, Emanuel Kudrnac                             | Solvesborgs BTK (0/1)                              |
| 1966-1967 | CSM Cluj (5/6)                    | Radu Negulescu, Dorin Giurgiucă, Gheorghe Cobirzan                               | Budapest VSC (0/1)                                 |
| 1965-1966 | CSM Cluj (4/5)                    | Radu Negulescu, Dorin Giurgiucă, Adalbert Rethi                                  | Lokomotiva Brno (0/1)                              |
| 1964-1965 | CSM Cluj (3/4)                    | Radu Negulescu, Gheorghe Cobirzan, Dorin Giurgiucă, Adalbert Rethi, Marius Bodea | SC Leipzig (0/1)                                   |
| 1963-1964 | CSM Cluj (2/3)                    | Dorin Giurgiucă, Gheorghe Cobirzan, Radu Negulescu, Adalbert Rethi               | Vasutepito Torekves (1/2)                          |
| 1962-1963 | Vasutepito Torekves (1/1)         | Zoltán Berczik, Tamas Hollo, Péter Rózsás                                        | CSM Cluj (1/2)                                     |
| 1961-1962 | GSTK Zagreb (1/1)                 | Zdenko Uzorinac, Josip Vogrinc, Željko Hrbud                                     | Vörös Meteor (0/1)                                 |
| 1960-1961 | CSM Cluj (1/1)                    | Dorin Giurgiucă, Gheorghe Cobirzan, Radu Negulescu, Adalbert Rethi               | Lokomotive Leipzig (0/1)                           |

### Tableau d'honneur
| Équipes                      | NT | DT   | NFP | DF   | NF |
| ---------------------------- | -- | ---- | --- | ---- | -- |
| Borussia Düsseldorf          | 6  | 1998 | 3   | 1994 | 9  |
| Spartacus Budapest           | 5  | 1981 | 3   | 1988 | 8  |
| CSM Cluj                     | 5  | 1967 | 1   | 1963 | 6  |
| GSTK Zagreb                  | 5  | 2001 | 1   | 1975 | 6  |
| Sparta Prague                | 3  | 1978 | 1   | 1976 | 4  |
| TTC Zugbrücke Grenzau        | 3  | 2000 | 0   | -    | 3  |
| UTT Levallois                | 2  | 1995 | 2   | 1996 | 4  |
| Sporting Villette Charleroi  | 2  | 1996 | 2   | 1995 | 4  |
| Slavia VS Prague             | 2  | 1969 | 0   | -    | 2  |
| SSV Heinzelmann Reutlingen   | 2  | 1983 | 0   | -    | 2  |
| ATSV Sarrebruck              | 1  | 1986 | 3   | 1992 | 4  |
| Vasutepito Torekves          | 1  | 1963 | 1   | 1964 | 2  |
| AZS Gdansk                   | 1  | 1985 | 1   | 1981 | 2  |
| Ormesby TTC                  | 1  | 1972 | 0   | -    | 1  |
| Simex Jülich                 | 1  | 1984 | 0   | -    | 1  |
| TTV Hornstein                | 1  | 1999 | 0   | -    | 1  |
| Budapest VSC                 | 0  | -    | 4   | 1985 | 4  |
| Mariestads Bois              | 0  | -    | 3   | 1971 | 3  |
| Falkenbergs BTK              | 0  | -    | 3   | 1989 | 3  |
| Lokomotiv Leipzig/SC Leipzig | 0  | -    | 2   | 1965 | 2  |
| Vitkovice Ostrava            | 0  | -    | 2   | 1986 | 2  |
| LANI Naples                  | 0  | -    | 2   | 1998 | 2  |
| Voros Meteor                 | 0  | -    | 1   | 1962 | 1  |
| Lokomotiva Brno              | 0  | -    | 1   | 1966 | 1  |
| Solvesborgs BTK              | 0  | -    | 1   | 1968 | 1  |
| Boo Kfum                     | 0  | -    | 1   | 1974 | 1  |
| TTC Unirea Uzdin             | 0  | -    | 1   | 1999 | 1  |
| TTVA Valcovny PFM            | 0  | -    | 1   | 2000 | 1  |
| Morlini Ostroda              | 0  | -    | 1   | 2001 | 1  |

## Section féminine
Chez les femmes, le Statisztika de Budapest a fait, à l'unanimité, parti du décor de la Coupe des clubs champions en remportant à 25 reprises le trophée sur les 30 finales que les Hongroises ont disputées sur les 42 éditions de cette compétition ! Une performance historique toutes compétitions européennes confondues (Ligue des champions, ETTU Cup et TT Intercup).

### Palmarès
| Saison    | Vainqueur                                  | Équipe championne                                                                   | Finaliste                                  |
| --------- | ------------------------------------------ | ----------------------------------------------------------------------------------- | ------------------------------------------ |
| 2004-2005 | Müllermilch Langweid (3/6)                 | Csilla Bátorfi, Yunli Schreiner, Xu Lin                                             | Statisztika PSC Budapest (25/30)           |
| 2003-2004 | Müllermilch Langweid (2/5)                 | Mihaela Steff, Csilla Bátorfi, Yunli Schreiner, Xu Lin                              | Linz AG Froschberg (0/1)                   |
| 2002-2003 | FSV Kroppach (1/1)                         | Nicole Struse, Jie Schöpp, Wu Jiaduo                                                | Sterilgarda TT Castel Goffredo (0/1)       |
| 2001-2002 | Henk ten Hoor DTK (1/1)                    | Ni Xialian, Jing Jun Hong, Bettine Vriesekoop                                       | FC Langweid (1/4)                          |
| 2000-2001 | Statisztika Budapest (25/29)               | Vivien Ellö, Tamara Boroš, Mária Fazekas                                            | FC Langweid (1/3)                          |
| 1999-2000 | Statisztika Budapest (24/28)               | Chen Jing, Tamara Boroš, Krisztina Tóth                                             | FC Langweid (1/2)                          |
| 1998-1999 | Statisztika Budapest (23/27)               | Chen Jing, Tamara Boroš, Krisztina Tóth                                             | "Teltwolt" Tarnobrzeg (0/1)                |
| 1997-1998 | Team Galaxis Lübeck (1/1)                  | Jing Tian-Zörner, Ni Xialian, Olga Nemes, Mihaela Steff, Christina Fischer          | Statisztika-Metalloglobus Budapest (22/26) |
| 1996-1997 | FC Langweid (1/1)                          | Csilla Batorfi, Lisa Lomas, Christina Fischer                                       | Statisztika-Metalloglobus Budapest (22/25) |
| 1995-1996 | Statisztika-Metalloglobus Budapest (22/24) | Chen Jing, Krisztina Tóth, Vivien Ellö                                              | TSG Dülmen (0/2)                           |
| 1994-1995 | Statisztika-Metalloglobus Budapest (21/23) | Krisztina Tóth, Irina Palina, Vivien Ellö                                           | TSG Dülmen (0/1)                           |
| 1993-1994 | Statisztika-Metalloglobus Budapest (20/22) | Krisztina Tóth, Irina Palina, Vivien Ellö                                           | Spvg Steinhagen (2/3)                      |
| 1992-1993 | Spvg Steinhagen (2/2)                      | Geng Lijuan, Nicole Struse, Jie Schöpp, Cornelia Faltermaier, Kinga Lohr            | Statisztika-Metalloglobus Budapest (19/21) |
| 1991-1992 | Spvg Steinhagen (1/1)                      | Geng Lijuan, Nicole Struse, Cornelia Faltermaier, Katja Nolten                      | Statisztika-Metalloglobus Budapest (19/20) |
| 1990-1991 | Statisztika Budapest (19/19)               | Gabriella Wirth, Veronika Wirth, Krisztina Nagy                                     | BSE Budapest (0/1)                         |
| 1989-1990 | Statisztika Budapest (18/18)               | Gabriella Wirth, Zsuzsa Oláh, Krisztina Nagy                                        | Trade Unions Moscou (0/1)                  |
| 1988-1989 | Statisztika Budapest (17/17)               | Gabriella Wirth, Krisztina Nagy, Györgyi Fazekas                                    | Spartak Vlasim (1/4)                       |
| 1987-1988 | Spartak Vlasim (1/3)                       | Miluše Kocová, Ivana Masaříková, Daniela Davídková                                  | Avanti Hazerswoude (1/2)                   |
| 1986-1987 | Avanti Hazerswoude (1/1)                   | Bettine Vriesekoop, Mirjam Kloppenburg, Ellen Bakker                                | Spartak Vlasim (0/2)                       |
| 1985-1986 | Statisztika Budapest (16/16)               | Zsuzsa Oláh, Györgyi Fazekas, Krisztina Nagy                                        | Tolnai Vörös Lobogo (0/5)                  |
| 1984-1985 | Statisztika Budapest (15/15)               | Zsuzsa Oláh, Györgyi Fazekas, Gabriella Szabó                                       | Tolnai Vörös Lobogo (0/4)                  |
| 1983-1984 | Statisztika Budapest (14/14)               | Gabriella Szabó, Zsuzsa Oláh, Györgyi Fazekas                                       | Tolnai Vörös Lobogo (0/3)                  |
| 1982-1983 | Statisztika Budapest (13/13)               | Zsuzsa Oláh, Beatrix Kisházi, Gabriella Szabó                                       | Mladost Zagreb (0/1)                       |
| 1981-1982 | Statisztika Budapest (12/12)               | Zsuzsa Oláh, Zsuzsa Oláh, Beatrix Kisházi                                           | Tolnai Vörös Lobogo (0/2)                  |
| 1980-1981 | Statisztika Budapest (11/11)               | Judit Magos, Zsuzsa Oláh, Beatrix Kisházi                                           | Varbergs BTK (0/3)                         |
| 1979-1980 | Statisztika Budapest (10/10)               | Judit Magos, Zsuzsa Oláh, Gabriella Szabó                                           | Tolnai Vörös Lobogo (0/1)                  |
| 1978-1979 | Statisztika Budapest (9/9)                 | Judit Magos, Zsuzsa Oláh, Gabriella Szabó                                           | CS Arad (0/1)                              |
| 1977-1978 | Statisztika Budapest (8/8)                 | Judit Magos, Zsuzsa Oláh, Gabriella Szabó                                           | Spartak Vlasim (0/1)                       |
| 1976-1977 | Statisztika Budapest (7/7)                 | Judit Magos, Beatrix Kisházi, Gyorgyi Kuchar                                        | Varbergs BTK (0/2)                         |
| 1975-1976 | Statisztika Budapest (6/6)                 | Henriette Lotaller, Beatrix Kisházi, Gabriella Szabó                                | Sparta Prague (1/4)                        |
| 1974-1975 | Sparta Prague (1/3)                        | Hana Riedlova, Jitka Karlíková, Ludmila Smidova                                     | Varbergs BTK (0/1)                         |
| 1973-1974 | Statisztika Budapest (5/5)                 | Henriette Lotaller, Beatrix Kisházi, Judit Magos                                    | Gainsford (0/1)                            |
| 1972-1973 | Statisztika Budapest (4/4)                 | Henriette Lotaller, Beatrix Kisházi, Angela Papp                                    | Start Prague (0/4)                         |
| 1971-1972 | Statisztika Budapest (3/3)                 | Henriette Lotaller, Beatrix Kisházi, Judit Magos, Angela Papp                       | Start Prague (0/3)                         |
| 1970-1971 | Statisztika Budapest (2/2)                 | Henriette Lotaller, Beatrix Kisházi, Judit Magos                                    | Start Prague (0/2)                         |
| 1969-1970 | Statisztika Budapest (1/1)                 | Beatrix Kisházi, Judit Magos, P. Rozsas, Angela Papp                                | Start Prague (0/1)                         |
| 1968-1969 | BSG Aussenhandel (2/2)                     | Doris Hovestädt, Gabriele Geißler, Anneliese Benninghaus                            | Ferencvarosi Torna (0/1)                   |
| 1967-1968 | BSG Aussenhandel (1/1)                     | Doris Hovestädt, Gabriele Geißler, Marina Nylhof, Anneliese Benninghaus, Monika May | Sparta Prague (0/2)                        |
| 1966-1967 | Progressul (1/1)                           | Carmen Crişan, Maria Alexandru, Victoria Babiciuc, Doina Zaharia                    | Sparta Prague (0/1)                        |
| 1965-1966 | DTC Kaiserberg (1/2)                       | Agnes Simon, Rosemarie Seidel, Hilde Gröber                                         | Vörös Meteor (0/2)                         |
| 1964-1965 | Vointa Arad (2/2)                          | Maria Alexandru, Ella Constantinescu, Eleonora Vlaicov, Catrinol Folea              | DTC Kaiserberg (0/1)                       |
| 1963-1964 | Vointa Arad (1/1)                          | Maria Alexandru, Ella Constantinescu, Eleonora Vlaicov                              | Vörös Meteor (0/1)                         |

### Tableau d'honneur
| Équipes                        | NT | DT   | NFP | DF   | NF |
| ------------------------------ | -- | ---- | --- | ---- | -- |
| Statisztika PSC Budapest       | 25 | 2001 | 5   | 2005 | 30 |
| Müllermilch Langweid           | 3  | 2005 | 3   | 2002 | 6  |
| Spvg Steinhagen                | 2  | 1993 | 1   | 1994 | 13 |
| Vointa Arad                    | 2  | 1965 | 0   | -    | 12 |
| BSG Aussenhandel               | 2  | 1969 | 0   | -    | 12 |
| Sparta Prague                  | 1  | 1975 | 3   | 1976 | 4  |
| Spartak Vlasim                 | 1  | 1988 | 3   | 1989 | 4  |
| DTC Kaiserberg                 | 1  | 1966 | 1   | 1965 | 2  |
| Avanti Hazerswoude             | 1  | 1987 | 1   | 1988 | 2  |
| Progressul                     | 1  | 1967 | 0   | -    | 1  |
| Team Galaxis Lübeck            | 1  | 1998 | 0   | -    | 1  |
| Henk ten Hoor DTK              | 1  | 2002 | 0   | -    | 1  |
| FSV Kroppach                   | 1  | 2003 | 0   | -    | 1  |
| Tolnai Vörös Lobogo            | 0  | -    | 5   | 1986 | 5  |
| Start Prague                   | 0  | -    | 4   | 1973 | 4  |
| Varbergs BTK                   | 0  | -    | 3   | 1981 | 3  |
| Vörös Meteor                   | 0  | -    | 2   | 1966 | 2  |
| TSG Dülmen                     | 0  | -    | 2   | 1996 | 2  |
| Ferencvarosi Torna             | 0  | -    | 1   | 1969 | 1  |
| Gainsford                      | 0  | -    | 1   | 1974 | 1  |
| CS Arad                        | 0  | -    | 1   | 1979 | 1  |
| Mladost Zagreb                 | 0  | -    | 1   | 1983 | 1  |
| Trade Unions Moscou            | 0  | -    | 1   | 1990 | 1  |
| BSE Budapest                   | 0  | -    | 1   | 1991 | 1  |
| "Teltwolt" Tarnobrzeg          | 0  | -    | 1   | 1999 | 1  |
| Sterilgarda TT Castel Goffredo | 0  | -    | 1   | 2003 | 1  |
| Linz AG Froschberg             | 0  | -    | 1   | 2004 | 1  |